# Tallium-bárium-kalcium-réz-oxid

A TBCCO-2223 szerkezete

A tallium-bárium-kalcium-réz-oxid vagy TBCCO egy magas hőmérsékletű szupravezető vegyület család, általános összegképlete: TlmBa2Can−1CunO2n+m+2.
A Tl2Ba2Ca2Cu3O10 (TBCCO-2223) kritikus hőmérséklete 127 K, 1988-ban fedezték fel.
138 K (-135C(-fok). hőmérsékleten válik szupravezetővé.

## Fordítás
Ez a szócikk részben vagy egészben  a   Thallium barium calcium copper oxide című angol Wikipédia-szócikk fordításán alapul.  Az eredeti cikk szerkesztőit annak laptörténete sorolja fel. Ez a jelzés csupán a megfogalmazás eredetét és a szerzői jogokat jelzi, nem szolgál a cikkben szereplő információk forrásmegjelöléseként.